# 劉精松
劉精松（りゅう せいしょう、1933年 - ）は中華人民共和国の軍人。上将。

## 概要
1933年湖北省荊州市石首市生まれ。軍歴を重ね上将（大将）。蘭州軍区司令員、瀋陽軍区司令員、軍事科学院院長など軍重職を歴任した。国際政治、軍事、経済、歴史、地理、哲学などに関して多数の著書がある。

## 来歴
- 1933年 湖北省に生まれる。
- 1951年7月 参加中国人民解放軍
- 1954年2月 中国共産党に参加
- 1951年7月 中央党校大学に参学
- 1951年7月 参軍、第7歩兵学校学員
- 1956年8月 団高砲連連長
- 1965年11月 陸軍高砲団副参謀長
- 1966年8月 陸軍高砲団参謀長
- 1969年10月 陸軍高砲団副団長
- 1971年5月 陸軍軍教導隊隊長
- 1977年1月 陸軍師参謀長
- 1978年10月 陸軍師副師長
- 1980年6月 陸軍師長
- 1983年5月 陸軍軍長
- 1985年6月 瀋陽軍区司令員、党委副書記
- 1988年 中将
- 1992年11月 蘭州軍区司令員
- 1994年 上将
- 1997年11月 中国人民解放軍軍事科学院院長
- 1997年11月 党委書記
- 1998年12月 退役

## 著書
- 新时期军事实践与思考
- 当代世界军事和中国国防
- 跨世纪国防建设
- 军队基层管理教育概要
- 高技术条件下战区联合战役法及指挥要决
- 着力提高院校教学质量，培养跨世纪建军人才
- 高科技产业与高科技战争
- 精兵才能发展才能胜利
- 着眼打赢高技术局部战争，全面加强部队质量建设
- 论高技术条件下抗敌局部入侵联合战役战法要则
- 关于局部战争战役指挥要诀
- 高技术条件下战区联合战役战法思想初探
- 当代世界军事发展趋势及战略思考
- 军事改革与军队质量建设
- 新时期军事实践与思考